# La Guardia (Spagna)
La Guardia è un comune spagnolo di 2 329 abitanti situato nella comunità autonoma di Castiglia-La Mancia.
La località è legata alla vicenda del Santo Niño de La Guardia, martire cristiano ancora oggi oggetto di culto, il cui terribile martirio sarebbe avvenuto proprio alla Guardia nel penultimo decennio del XV secolo.